# 世界連邦運動
世界連邦運動（せかいれんぽううんどう、World Federalist Movement、WFM）は、世界の全ての国家を統合した世界連邦の成立を目指す運動、およびその国際的な非政府組織である。

## 歴史
第二次世界大戦末期において成立した国際連合が戦争抑止力の低いことを痛感した世界の科学者・文化人たちが、より強力な世界連邦の形成をすすめることで世界から戦争を無くしていこうと決意し、1946年10月ルクセンブルクで「世界連邦政府のための世界運動」を起こした。この運動にはバートランド・ラッセル、アルベルト・アインシュタイン、アルベルト・シュヴァイツァー、ウィンストン・チャーチル、湯川秀樹などのノーベル賞受賞者が賛同した。このとき本部をジュネーヴにおいた。
1947年8月、スイスのモントルーで第一回世界大会を開いて、運動の組織や方針を定め、世界連邦政府の構想と、その実現方針について決議を採択し、世界連邦政府の理念に関する宣言を発した。この大会で、運動の国際連合体として「世界連邦主義者世界協会」（WAWF）が設けられ、毎年か1年おきに大会を開くことになった。
世界連邦運動はモントルー宣言に基づき以下をその活動原則としている。
1. 全世界の諸国、諸民族を全部加盟させる。
2. 世界的に共通な問題については、各国家の主権の一部を世界連邦政府に委譲する。
3. 世界連邦法は「国家」に対してではなく、1人1人の「個人」を対象として適用される。
4. 各国の軍備は全廃し、世界警察軍を設置する。
5. 原子力は世界連邦政府のみが所有し、管理する。
6. 世界連邦の経費は各国政府の供出ではなく、個人からの税金でまかなう。

現在国家単位で与えられている国際連合への参加資格を個人単位に移すことを主眼としており、これらは即ち、事実上の「単一世界国家（単一世界政府）」（ワン・ワールド）の建設である。
1955年の世界連邦運動は国連をもっと世界連邦政府に近づけたいと考えていたが、国連内にプロパガンダ要員が不足していた。しかし1965年ごろは国連のそばに事務所を構え、国連憲章18章の修正に関与したり、国際刑事裁判所の設立を提案したりした。憲章18章は改正手続を定める章であり、日本国憲法第96条をめぐる議論 を想起させる。
1977年時点で37カ国に45の組織をもち、会員は100万人に達し、本部はハーグ、初代会長はジョン・ボイド・オアで、1961年以来湯川秀樹が第5代会長を務めていた。このあと各国に国内委員会ができ、ラダ・ビノード・パールが出席したことで知られる世界連邦アジア会議も生まれた。1983年にはThe Institute for Global Policy(直訳すると国際政策研究所)というシンクタンクを立ち上げた。IGPは、国際/地域組織の民主化と、国際法の開発および世界適用を標榜する。最近ではNGOの国際会議参加を擁護している。
2002年にロンドンで開催された「第24回世界連邦世界大会」では、「世界連邦主義者はノン・ナショナル・ランゲージ（無国籍言語）、エスペラントを学ぶ」という決議文が採択された。

## 現状
事務局はニューヨークにあり、60カ国・地域に地域団体が設立されている。また国際連合経済社会理事会との協議資格を有し、国連の権限強化へ積極的に提言している。1991年以来、会長は英国俳優のピーター・ユスチノフ卿（Sir Peter Alexander Ustinov）が務めたが、2004年に同氏が急逝してから2007年迄はカナダ選出の上院議員ロイス・ウィルソン（Lois Wilson）が会長代行を務めた。ウィルソン会長代行は2008年の理事会で代行退任を決め、現在WFMは新会長を選考中である。
なお、新会長下の体制は2007年の世界大会（World Congress）の決定を踏まえて、共同会長制（co-presidency）へと移行することになっている。
2014年、世界連邦運動には多くの組織が加盟したり提携したりしているが、例としては国連緊急平和部隊、欧州支部とカナダ支部、日本支部を挙げることができる。他には英国議会と密な関係にあるワールドワントラストや、ドイツのNGO国連民主化委員会、そしてウガンダ支部がある。
国際刑事裁判所を擁護するNGO「en:Coalition for the International Criminal Court」も世界連邦運動の傘下にある。このNGOへ代表を送り舵をとる組織には、世界連邦運動の他にアムネスティ・インターナショナルやヒューマン・ライツ・ウォッチ、国際人権連盟などがある。しかし、これらの中では世界連邦運動が一番長い歴史を持っている。

## 日本での活動
以下の諸団体が連携して運動を推進している
世界連邦運動協会
日本では終戦直後に尾崎行雄ら有志の議員が「世界連邦建設に関する決議案」を国会に提出。1948年８月６日には「世界連邦建設同盟」が結成され尾崎行雄が会長に、賀川豊彦が副会長となって活動を開始した。また、名誉会長には戦後初の総理大臣東久邇稔彦が就任した。「世界連邦建設同盟」は現在「世界連邦運動協会」と名を変え、支部の数は約50、約1500人が活動している。
後述のように、世界連邦運動協会の他にも、世界連邦日本国会委員会など数団体が連携して活動、これらの諸団体により「世界連邦推進日本協議会」を構成している。この世界連邦推進日本協議会の事務局は世界連邦運動協会の事務局が兼務しており、団体間の連携・コミュニケーションの役を担っている。
2005年8月2日、衆議院に「国連創設及びわが国の終戦・被爆六十周年に当たり、更なる国際平和の構築への貢献を誓約する決議案」を、川崎二郎外20名が提出し可決。本決議の中に「世界連邦実現の道の探求」という部分があり、本決議を受けて、麻生太郎外務大臣の指示により、2005年12月14日に、外務省総合外交政策局・政策企画室に世界連邦運動の窓口を設置することが決定した。2016年には参議院においても衆議院と同趣旨の決議が行なわれた。

歴代世界連邦運動協会会長は以下の通り
- 初代　尾崎行雄
- 第2代　東久邇宮稔彦
- 第3代　湯川スミ
- 第4代　時子山常三郎
- 第5代　松前重義
- 第6代　湯川スミ
- 第7代　植木光教
- 第8代　海部俊樹
- 第9代　大橋光夫

世界連邦日本国会委員会1949年12月20日結成。衆議院議長松岡駒吉を会長、参議院議員田中耕太郎らを副会長に、104名の超党派の両院議員によって結成。2019年の会長は衛藤征士郎。歴代会長は以下の通り。
- 初代　松岡駒吉
- 第2代　片山哲
- 第3代　北村徳太郎
- 第4代　笹森順造
- 第5代　清瀬一郎
- 第6代　益谷秀次
- 第7代　船田中
- 第8代　福田篤泰
- 第9代　櫻内義雄
- 第10代　植木光教
- 第11代　村田敬次郎
- 第12代　石川要三
- 第13代　森山眞弓
- 第14代　中野寛成
- 第15代　鳩山由紀夫
- 第16代　横路孝弘
- 第17代　衛藤征士郎

世界連邦宣言自治体全国協議会1955年結成。2015年時点で全国60自治体（2県58市区町村）が加盟する。1950年10月14日に日本の自治体として初めて世界連邦都市宣言を行った京都府綾部市の呼びかけにより、世界連邦平和都市連絡協議会が開催されたことに始まる。その後、名称は世界連邦平和都市協議会、世界連邦都市全国協議会と変わり、1966年に現名称となった。2014年までに234の自治体が世界連邦の趣旨へ賛同を宣言している[4]。
世界連邦日本仏教徒協議会1963年結成。現在の会長は叡南覚範。日本会議滋賀会長を兼務している。
世界連邦日本宗教委員会1967年結成。立ち上げた朝比奈宗源はのちに「日本を守る会」（現在の日本会議の前身の一つ）にも関与した。会長の田中恒清は日本会議副会長を務め、メンバーである北白川道久神社本庁統理や鷹司尚武・伊勢神宮大宮司、渡邊惠進前天台座主は日本会議顧問である。
世界連邦全国婦人協議会1958年結成。世界連邦建設同盟の第3代会長湯川スミが活動を牽引した。
世界連邦文化教育推進協議会2013年、世界連邦推進日本協議会の協力を受け、文化・教育の面から世界連邦運動を推進するために発足した。初代会長は梶妙壽、第2代は東久邇信彦。第３代は東久邇吉子。理事長は宍野史生扶桑教管長。
これらの団体により「世界連邦推進日本協議会」を構成し、毎年日本各地の主要都市で「世界連邦日本大会」を開催している。